# Андреевский сельсовет (Новосибирская область)
Андреевский сельсовет — сельское поселение в Баганском районе Новосибирской области Российской Федерации.
Административный центр — село Андреевка.

## История
Статус и границы сельского поселения установлены Законом Новосибирской области от 2 июня 2004 года № 200-ОЗ «О статусе и границах муниципальных образований Новосибирской области»

## Население
| 2002  | 2010  | 2012  | 2013  | 2014  | 2015  | 2016  |
| ----- | ----- | ----- | ----- | ----- | ----- | ----- |
| 1710  | ↘1462 | ↘1409 | ↘1334 | ↘1312 | ↘1200 | ↘1196 |
| 2017  | 2018  | 2019  | 2020  | 2021  |       |       |
| ↘1165 | ↗1166 | ↘1156 | ↘1088 | ↘1051 |       |       |

## Состав сельского поселения
| № | Населённый пункт  | Тип населённого пункта       | Население |
| - | ----------------- | ---------------------------- | --------- |
| 1 | III Интернационал | посёлок                      | ↘44       |
| 2 | Андреевка         | село, административный центр | ↘613      |
| 3 | Курский           | посёлок                      | →2        |
| 4 | Районная          | железнодорожная станция      | ↘204      |
| 5 | Романовка         | деревня                      | ↗120      |
| 6 | Саратовка         | деревня                      | ↘15       |
| 7 | Теренгуль         | посёлок                      | ↘445      |
| 8 | Теренгуль         | железнодорожный разъезд      | ↘19       |